# 9662 Frankhubbard
9662 Frankhubbard este un asteroid din centura principală de asteroizi.

## Descriere
9662 Frankhubbard este un asteroid din centura principală de asteroizi. A fost descoperit pe 12 aprilie 1996 la Prescott de Paul G. Comba. Asteroidul prezintă o orbită caracterizată de o semiaxă mare de 2,76 ua, o excentricitate de 0,18 și o înclinație de 9,3° în raport cu ecliptica.